# ویدا ونسینه
ویدا ونسینه (انگلیسی: Vida Vencienė؛ زادهٔ ۲۸ مهٔ ۱۹۶۱) اسکی‌باز صحرانوردی اهل لیتوانی است.